# 孙彩艳
孙彩艳（1974年1月18日—），中华人民共和国女子举重运动员，辽宁省朝阳市人。

## 运动生涯
1986年10月16日，孙彩艳开始第一次举重。1911年至2003年间多次获得世锦赛举重项目多枚金牌，1993年世界举重锦标赛时因获得抓举、挺举以及总成绩三项的金牌，而且打破世界纪录，被国际举重联合会评为年度世界最佳举重运动员。1995年，孙彩艳第一次退役，2000年之后复出。虽然选择名单时被看好，但因后来测试赛的失败，使她无缘雅典奥运会，也使她再次退役。2006年，孙彩艳再次复出，第二次向奥运会发起了冲击。虽然最后以失败告终，但她却被选为了2008年北京奥运会火炬传递的火炬手。后来长期的训练导致她脊椎骨折、骨裂、错位，但她仍在2009年参加中华人民共和国第十一届运动会，并夺得铜牌。